# Kopivnik
Kopivnik este o localitate din comuna Rače - Fram, Slovenia, cu o populație de 191 de locuitori.